# Tokaj
Tokaj là một thành phố thuộc hạt Borsod-Abaúj-Zemplén, Hungary. Thành phố này có diện tích 28,19 km², dân số năm 2010 là 4824 người, mật độ 171 người/km².